# Szöveges feladat
A matematikában a szöveges feladat kifejezést olyan feladatokra használják, melyekben lényeges információkat szöveges úton adnak meg matematikai kifejezések helyett.

## Példa
Egy matematikai probléma a matematika nyelvén közölve:
Oldd meg B-re:
B = A − 20
B + 5 = (A + 5)/2
Ugyanez a probléma szöveges feladatként feltéve:
Bubu húsz évvel fiatalabb, mint Attila és öt év múlva pont fele olyan idős lesz, mint Attila. Milyen idős Bubu most?
A szöveges feladatra a helyes válasz Bubu 15 éves, míg a matematikaira B=15 (és A=35) lenne.

## Felépítés
A szöveges feladatokat három szinten vizsgálhatjuk:
Első szint: a szöveges rész;
Második szint: a szöveg mögötti matematikai relációk;
Harmadik szint: a képletes matematikai kifejezés.
A szöveges feladatok mélyebb analizálását a szöveg nyelvi jellemzőinek vizsgálata (első szint), a matematikai logikai jellemzőinek vizsgálata (második szint) valamint a kifejezések mögötti relációk vizsgálata (harmadik szint) teszi lehetővé. Az első szinten a jellemzők között szerepelhet a szöveghez felhasznált szavak száma valamint a szavak átlagos hossza, míg a második kategóriában a változókat osztályozhatjuk előre megadott, ideiglenesen bevezetett és keresett változókra.

## Alkalmazások
A szöveges feladatok gyakran tartalmaznak matematikai modellezést, melyben egy rendszerről kap információkat a diák és egy modellt kell kidolgoznia a megoldás megtalálásához. Például:
1. Janinak 500 forintja van és 200-ért vásárol egy kivit. Mennyi pénze marad?
2. Ha egy 2 méter sugarú hengerben a vízszint 3 méter/másodperces sebességgel emelkedik, akkor mennyi a víz térfogatnövekedésének az üteme?
Ezek a példák nem csak arra ösztönzik a diákokat, hogy saját matematikai modelleket készítsenek, hanem a matematika iránti érdeklődés felébresztésére is alkalmasak. Az első példa ideális arra, hogy egy általános iskolásnak megtanítsuk a kivonást, ám egy gimnazista már lehet hogy könnyebben értelmezné és oldaná meg a második példát, ha így lett volna feltéve:
Adott r = 2 és dh/dt = 3, keressük d/dt (π r 2× h).
A szöveges feladatok igazi haszna tehát a matematikai kifejezések mögötti mélyebb értelem megértése.

## Történelem
A szöveges feladatok múltja igen nagy, már a babilóniaiak idejében is jelen voltak:
A babilóniaiak előszeretettel alkalmazták a szöveges feladatokat a mindennapokban, csatornák hosszának, kövek súlyának, mezők területének vagy egy építkezésen felhasznált téglák számának kiszámítására. Minthogy a formális algebra nyelve ekkor még csak kialakulóban volt, ez nem is túl meglepő.
Az ókori egyiptomiak szintén használtak szöveges feladatokat, egy az ún. Rhind-papiruszon található:
Hét ház van, mindegyikben hét macska. Mindegyik macska hét egeret ölt meg, melyek mindegyike hét szem búzát evett meg. Minden búzaszemből hét kalász lett volna. Mennyi a felsorolt dolgok számossága?
A modern matematikai jelölés előtt minden matematikai feladatot szövegesen fogalmaztak meg.

## Kultúra
Modernebb időkben az olykor feleslegesen zavarosnak tűnő szöveges feladatok nem egy szatiristát ihlettek. Gustave Flaubert például a következőket írta:
Mivel éppen geometriát és trigonometriát tanultok, adok egy, a témához illő fejtörőt. Egy hajó szeli az óceánt. Bostonból indult telerakva gyapottal. 200 tonnát nyom. A Le Havre kikötőbe tart. Eltört a fővitorlája, a felmosófiú a fedélzeten van, tizenkét utast szállít, a szél északkeletről fúj, az óra negyed négyet mutat. Májusban vagyunk. Hány éves a kapitány?
Megoldhatatlan feladatok néha az oktatásban is előfordulnak, amikor a szövegben megadott mennyiségekből nem lehet következtetni a kérdezett adatra. Hasonlóan, felbukkanhatnak feladatok, amelyek hasonlítanak egy már ismert megoldhatatlan feladatra. Mindezek számos hibalehetőséget rejtenek magukban. A gyerekek a megoldást keresve összefüggések nélküli számokkal végeznek műveleteket, ahelyett, hogy észrevennék az összefüggés hiányát. Ezt a német szakirodalom a fenti feladatra gondolva kapitányszindrómának nevezi.
A Grenoble-i Institut de Recherche sur l’Enseignement des Mathématiques (IREM) másodikos és harmadikos gyerekeket vizsgált. 97 gyerekból 76 adott számszerű választ, megpróbálva kiszámítani a kapitány életkorát az azzal össze nem függő számokból. A kérdés: Egy hajón 26 juh és 10 kecske van. Hány éves a kapitány?
Egy másik, hasonló kérdésben, ahol a kérdésben benne volt a válasz, szintén számolni kezdtek. Az idősebb gyerekek közül aránylag több kezdett valamilyen számításba. Egy kérdés így szólt: Egy 27 éves pásztornak 25 juha és 10 kecskéje van. Hány éves a pásztor?
Egyes szerzők ezt úgy kommentálták, mint az oktatás kudarcát a kritikus gondolkodásra nevelésre. Mások arra mutatnak rá, hogy az oktatásban minden  feladatnak van megoldása, és valamit válaszolni jobb, mint üresen hagyni a válasz helyét. Ezért megpróbálnak valami értelmesnek tűnő választ adni.

## Fordítás
- Ez a szócikk részben vagy egészben  a   Word problem (mathematics education) című angol Wikipédia-szócikk fordításán alapul.  Az eredeti cikk szerkesztőit annak laptörténete sorolja fel. Ez a jelzés csupán a megfogalmazás eredetét és a szerzői jogokat jelzi, nem szolgál a cikkben szereplő információk forrásmegjelöléseként.
- Ez a szócikk részben vagy egészben  a   Kapitänssyndrom című német Wikipédia-szócikk fordításán alapul.  Az eredeti cikk szerkesztőit annak laptörténete sorolja fel. Ez a jelzés csupán a megfogalmazás eredetét és a szerzői jogokat jelzi, nem szolgál a cikkben szereplő információk forrásmegjelöléseként.
- Ez a szócikk részben vagy egészben  az   Age of the captain című angol Wikipédia-szócikk fordításán alapul.  Az eredeti cikk szerkesztőit annak laptörténete sorolja fel. Ez a jelzés csupán a megfogalmazás eredetét és a szerzői jogokat jelzi, nem szolgál a cikkben szereplő információk forrásmegjelöléseként.